# 国際障害者交流センタービッグ・アイ
国際障害者交流センター（こくさいしょうがいしゃこうりゅうセンター）は、大阪府堺市南区にある、「国連・障害者の十年」を記念して、厚生労働省が2001年9月に開設した、研修・宿泊施設。通称「ビッグ・アイ(Big i)」

## 概要
堺市立ビッグバン（旧大阪府立大型児童館ビッグバン）の隣に立地する障がい者施設。3階建て地下1階。多目的ホールやレストラン、宿泊施設があり、全館バリアフリー化されている。
多目的ホールは1500席で、うち300席は車いすの席にすることが出来る。レストラン「ぐらん・じゅ」は栄養士が材料選びやメニュー作り、調理まで一貫して行っており、介護食や流動食などにも対応している。宿泊施設は計35室あり、こちらもバリアフリー化などの配慮がなされている。
2002年に第9回堺市景観賞を受賞。

## 施設情報
- 敷地面積：約8,000平方メートル
- 延床面積：約12,000平方メートル
- 構造鉄筋コンクリート造
- 所在地：大阪府堺市南区茶山台1丁8-1
- 最寄り駅：南海泉北線泉ケ丘駅 徒歩約3分